# Suuri Varpasenjärvi
Suuri Varpasenjärvi är en sjö i kommuneerna Mäntyharju och Kouvola i landskapen Södra Savolax och Kymmenedalen i Finland. Sjön ligger 112,4 meter över havet. Arean är 1,77 kvadratkilometer och strandlinjen är 21,17 kilometer lång. Sjön  ingår i Kymmene älvs huvudavrinningsområde.   Den ligger omkring 52 kilometer söder om S:t Michel och omkring 160 kilometer nordöst om Helsingfors. 
I sjön finns ön Pusansaari. 